# Niels Georg Christensen
Niels Georg Christensen, född 1877 och död 1966, var en dansk pedagog och litteraturhistoriker.
Han var 1922-24 lektor i danska vid Uppsala universitet, och från 1926 föreståndare för Haderslev statsseminarium. Utom läroböcker i dansk och tysk litteraturhistoria har Christensen författat en mängd litteraturhistoriska studier och avhandlingar, bland annat om H. C. Andersen, Grundtvig, J.P. Jacobsen, Herman Bang, dansk psalmdiktning med mera. Han har även utgett texter av Steen Steensen Blicher, Grundtvig samt Holbergs Peder Paars.